# Sydtrast
Sydtrast (Turdus falcklandii) är en fågel i familjen trastar inom ordningen tättingar som förekommer i södra Sydamerika.

## Utseende
Sydtrasten har enhetligt brun fjäderdräkt, med ljusare undersida och bjärt gulfärgad näbb. Hanen har svartare huvud och mörkare ovansida än honan. Unga fåglar har mattare färg på näbben och mörka fläckar på undersidan.

## Utbredning och systematik
Sydtrasten förekommer i södra Sydamerika samt på Falklandsöarna. Den delas in i tre underarter med följande utbredning:
- magellanicus/pembertoni-gruppen
  - Turdus falcklandii pembertoni – förekommer i södra och centrala Argentina (Rio Negro och Neuquén)
  - Turdus falcklandii magellanicus – förekommer från södra Chile och södra Argentina till Tierra del Fuego, Juan Fernándezöarna
- Turdus falcklandii falcklandii – förekommer på Falklandsöarna

Underarten pembertoni inkluderas ofta i magellanicus.

## Levnadssätt
Sydtrasten är en vanlig och välkänd fågel i sitt utbredningsområde. Den påträffas i stadsparker, trädgårdar, skogslandskap, matorral och andra halvöppna områden, oftast där större träd finns i närheten. Den födosöker huvudsakligen på marken, ofta på gräsmattor, även i fruktbärande buskar och träd. Vintertid kan den forma flockar med hundratals individer.

## Status
Arten har ett stort utbredningsområde och beståndet anses stabilt. Internationella naturvårdsunionen IUCN listar den därför som livskraftig (LC).

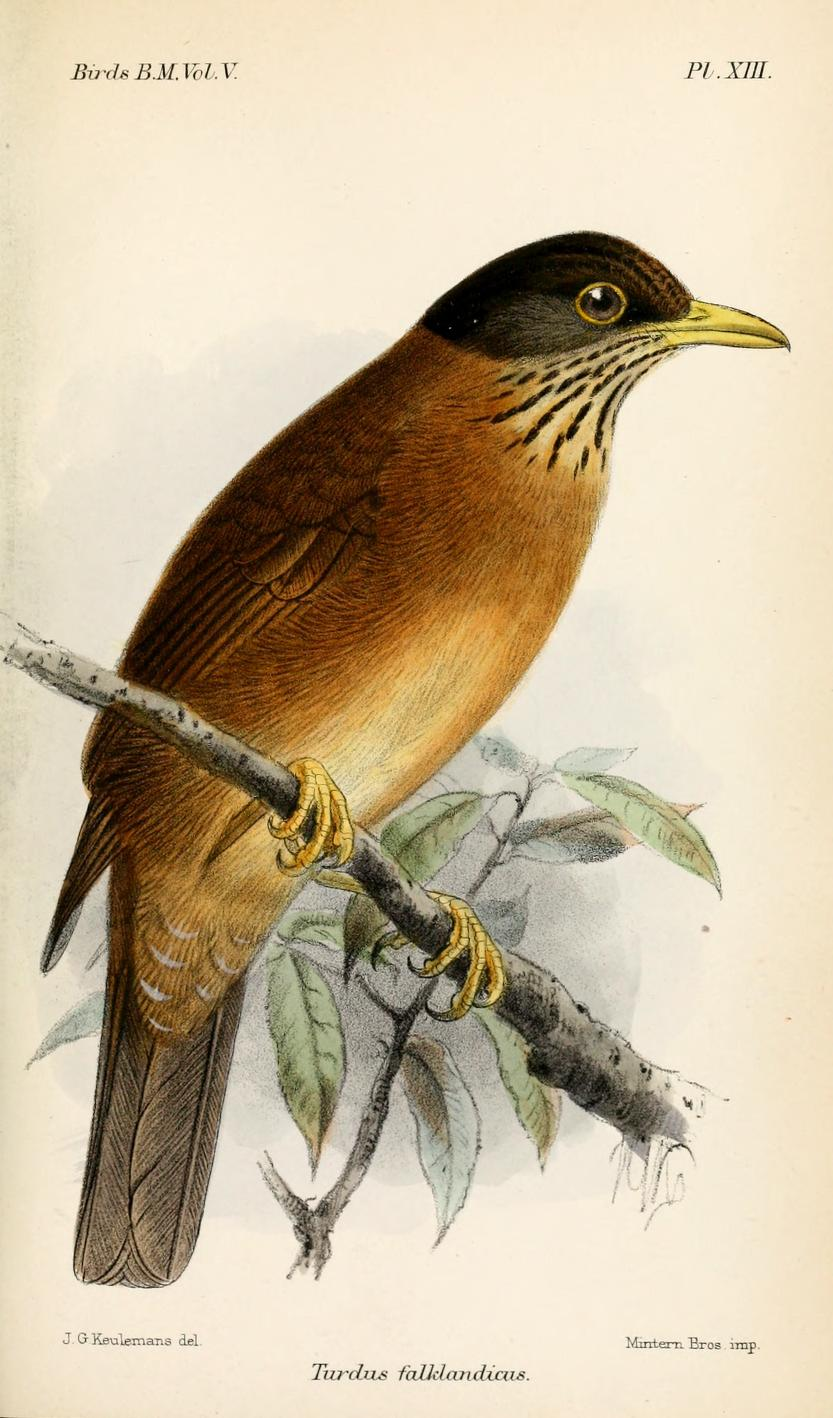
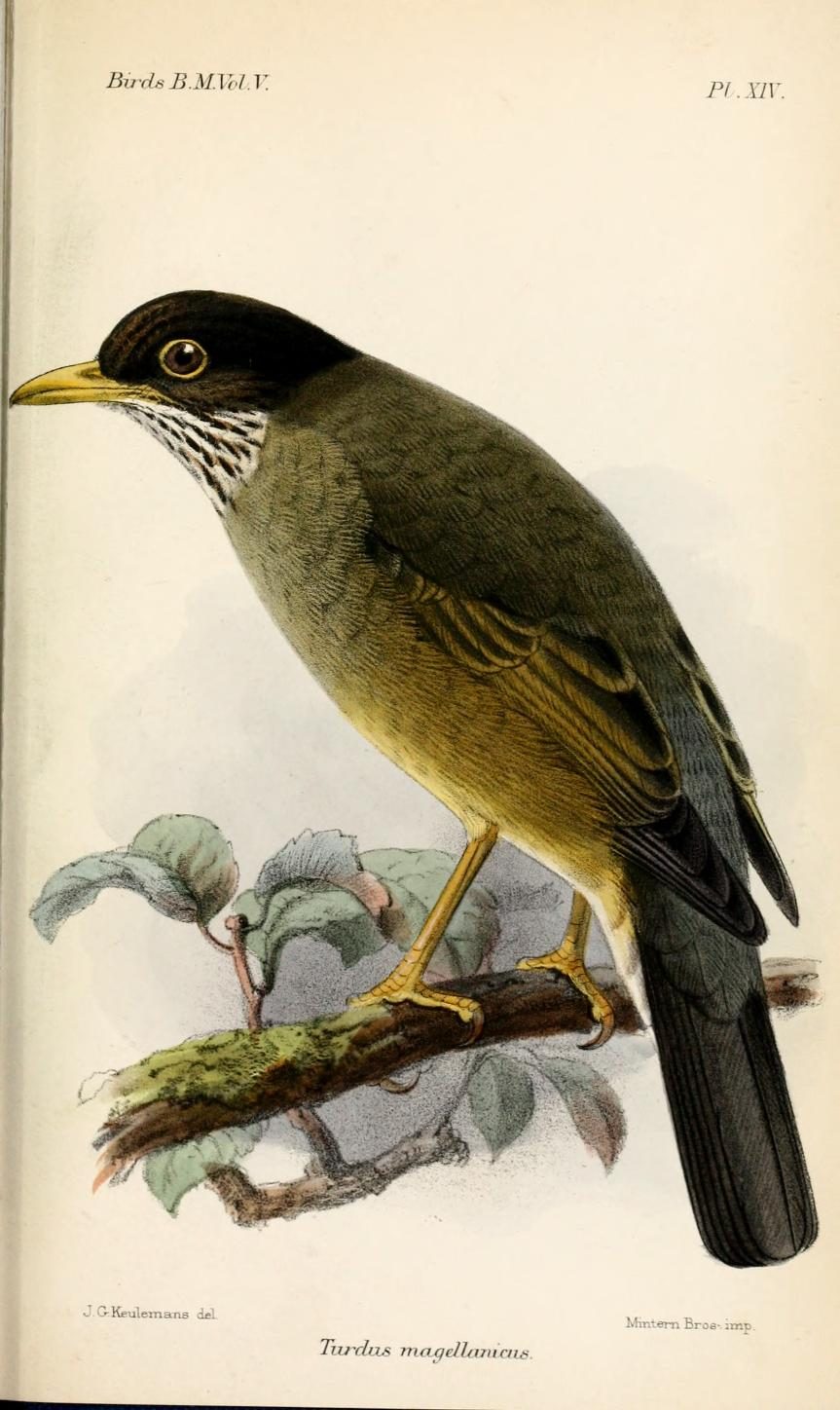
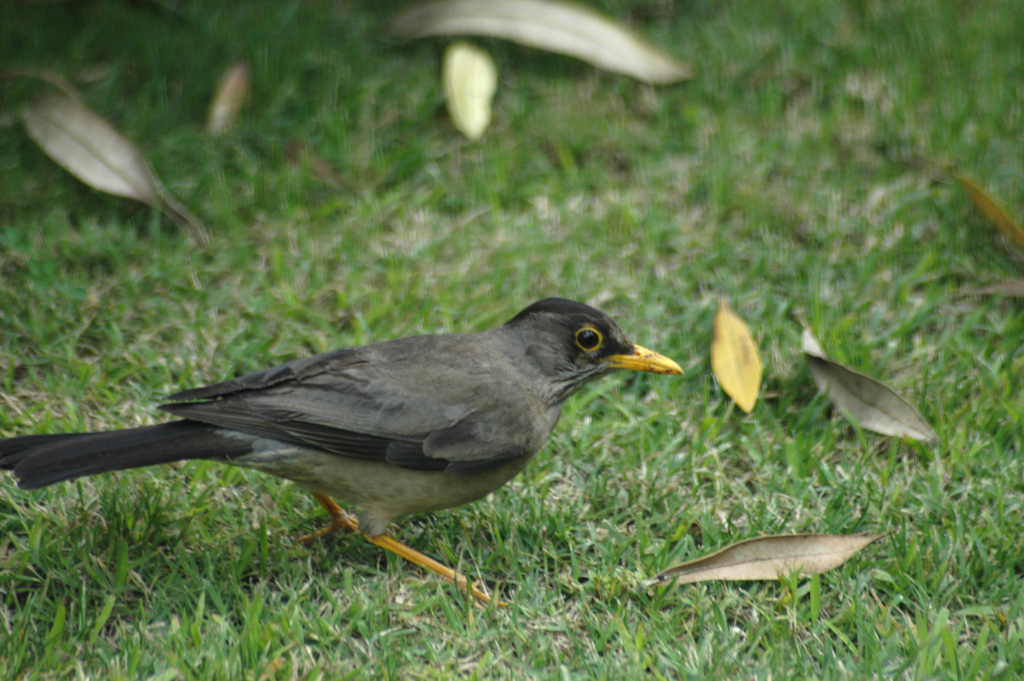
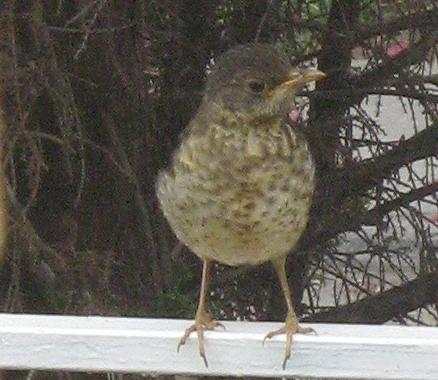